# بيت الأحزان

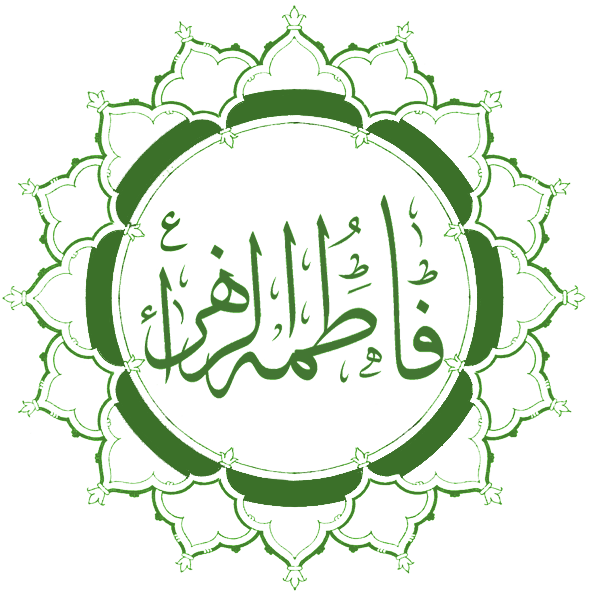

بيت الأحزان، بيت بناه سيدنا علي بن أبي طالب عليه السلام في البقيع بعد وفاة سيدنا النبي محمد صلى الله علبه وسلم عام 11 هـ لكي تذهب اليه سيدتنا فاطمة بنت محمد عليها السلام لتقيم فيه العزاء بسبب وفاة أبيها غليه الصلاة والسلام وسمي بيت الاحزان لهذا السبب. 

## سبب البناء
عند وفاة سيدنا النبي محمد صلى الله عليه وسلم كانت سيدتنا فاطمة عليه السلام تبكي عليه بكاءا شديدا وحسب رأي الشيعة الاثنا عشرية انزعج سيدنا أبو بكر وسيدنا عمر رضي الله عنهما بسبب ذلك فاضطر سيدنا علي ابن أبي طالب عليه السلام زوج سيدتنا فاطمة عليها السلام ان يبني لها بيتا في مكان بعيد لكي تذهب اليه تقيم العزاء فيه مع ولديها سيديناالحسن والحسين عليهما السلام وكانت تعود عند الغروب بصحبة سيدنا علي عليه السلام.

## بيت الأحزان عند أهل السنة
ورد ذكر بيت الأحزان في بعض مصادر أهل السنة، منها ما ذكره السمهودي الشافعي مفتي المدينة المنورة المتوفى سنة 911 ه‍ في كتابه «وفاء الوفاء بأخبار دار المصطفى» حيث قال: «والمشهور ببيت الحزن إنما هو الموضع المعروف بمسجد فاطمة في قبلة مشهد الحسن والعباس، وإليه أشار ابن جبير بقوله: ويلي القبة العباسية بيت لفاطمة بنت الرسول، ويعرف ببيت الحزن».

## هدمه
هدم بيت الاحزان على يد الوهابيون مرتين وليس له أي أثر اليوم. وفي بعض التقارير، ذُكر أن السلطان محمود العثماني أمر بإعادة بناء قبة بيت الأحزان ضمن بناء قبب قبور زوجات الرسول وقبة قبر عثمان بن عفان.